# Urideur-ui haengbokhan sigan
Urideur-ui haengbokhan sigan (우리들의 행복한 시간?; lett. "Il nostro tempo felice insieme"), noto anche con il titolo internazionale Maundy Thursday, è un film del 2006 diretto da Song Hae-sung e tratto dal romanzo omonimo di Gong Ji-young.

## Trama
Moon Yu-jeong è una giovane ragazza che ha già tentato il suicidio tre volte; esortata dalla zia Monica, una suora che spesso si reca a visitare i detenuti nel braccio della morte, decide di recarsi da Jung Yun-soo, arrestato per omicidio e in attesa dell'esecuzione. Seppure entrambi sappiano che i loro incontri non potranno durare a lungo, i due riescono a trovare un nuovo senso per le loro vite.